# Node (informàtica)
Un node és una estructura que consisteix en un o més enllaços cap a altres nodes i un camp de dades. La utilització de nodes ens permet construir jerarquies, estructures com llistes enllaçades o encadenades, arbres i grafs. Un tipus de node és el sentinella.

## Exemples en pseudocodi
Un node amb una referència i un camp de dades
```
struct
 
NodeEncadenat
 {
segu
ent, 
// Referència al següent node

dades
// Dades o refèrencia a les dades

}
```

La representació d'aquesta estructura amb tres nodes és la següent:

Estructura encadenada

Un node amb dues refèrencies
```
record
 
NodeDoblementEncadenat
 {
anterior, 
// Referència al node anterior

segu
ent, 
// Referència al següent node

data 
// Dades o refèrencia a les dades

}
```

La representació d'aquestra estructura amb tres nodes és la següent:

Estructura doblement encadenada

Una altra utilització dels nodes és per representar arbres binaris, on cada node dispondrà d'una referència al seu pare, i als dos fills.
```
record
 
NodeBinari
 {
pare, 
// Referència al pare 

fill_esquerre, 
// Referència al fill esquerre

fill_dret, 
// Referència al fill dret

data 
// Dades o refèrencia a les dades

}
```